# Carlisle Road
Carlisle Road est un village du comté d'York situé à l'ouest de la province canadienne du Nouveau-Brunswick. Il est une autorité taxatrice du DSL de la paroisse de Douglas.

## Géographie
Carlisle Road est situé sur la rive gauche du fleuve Saint-Jean.

### Logement
Le territoire regroupant la paroisse de Douglas, Estey's Bridge et Carlisle Road comptait 2 286 logements privés en 2006, dont 2 139 occupés par des résidents habituels. Parmi ces logements, 89,1 % sont individuels, 0,5 % sont jumelés, 0,0 % sont en rangée, 2,6 % sont des appartements ou duplex et 1,2 % sont des immeubles de moins de cinq étages. Enfin, 6,3 % des logements entrent dans la catégorie autres, tels que les maisons-mobiles. 91,2 % des logements sont possédés alors que 8,8 % sont loués. 62,9 % ont été construits avant 1986 et 9,5 % ont besoin de réparations majeures. Les logements comptent en moyenne 7,2 pièces et aucun ne compte plus d'une personne habitant par pièce. Les logements possédés ont une valeur moyenne de 137 827 $, comparativement à 119 549 $ pour la province.

## Histoire
En 1825, le territoire est touché par les Grands feux de la Miramichi, qui dévastent entre 10 000 km2 et 20 000 km2 dans le centre et le nord-est de la province et tuent en tout plus de 280 personnes,.

## Administration

### Représentation et tendances politiques
Nouveau-Brunswick : Carlisle Road fait partie de la circonscription provinciale de Fredericton-Nashwaaksis, qui est représentée à l'Assemblée législative du Nouveau-Brunswick par Troy Lifford, du Parti progressiste-conservateur. Il fut élu lors de l'élection générale de 2010.
 Canada : Carlisle Road fait partie de la circonscription électorale fédérale de Tobique—Mactaquac, qui est représentée à la Chambre des communes du Canada par Michael Allen, du Parti conservateur. Il fut élu lors de la 39e élection générale, en 2006, et réélu en 2008.